# Canthonella catharinensis
Canthonella catharinensis är en skalbaggsart som beskrevs av Guido Pereira och Martinez 1956. Canthonella catharinensis ingår i släktet Canthonella och familjen bladhorningar. Inga underarter finns listade.